# Cadaqués (Joan Abelló i Prat)
Cadaqués, és una obra pictòrica de l'artista Joan Abelló i Prat, on mostra en un primer pla, una part del paisatge del poble de Cadaqués. L'obra està datada el 1989 i pertany a la col·lecció del Museu Abelló.

## Descripció de l'obra
El pintor Abelló ens mostra en primer pla, com el reflex del sol sobre el mar és capaç d'il·luminar la majoria de la superfície de l'aigua: amb els colors blanc i groc, Abelló crea un mar molt viu i dinàmic que contrasta amb la sorra de la platja, pràcticament buida de persones. Darrere d'aquesta sorra, trobem les primeres edificacions de color lila que, a mesura que avancem en la profunditat i ens situem en segon pla, van tornant-se més clares fins a arribar als blancs i grisos que conformen la majoria de cases del poble de Cadaqués, coronades per la seva església. Darrere del poble, un fons muntanyós fet a partir de blaus, grisos, verds i blancs es fusiona amb un cel igual de dinàmic i agressiu que el mar, en el qual, a la mateixa alçada que el seu reflex en l'aigua, es representa el sol parcialment tapat per un dels núvols. Pel que fa al seu cromatisme, per tant, podríem afirmar que Abelló ha fet ús, majoritàriament, d'una paleta de tons freds, que només contrasten amb els tons vermellosos de les teulades i amb el groc del sol i el seu reflex.

## Abelló i l'Explosivisme
Quant a estil, es tracta d'una composició plenament explosivista que s'ubica en una època en la qual el pintor Abelló presenta un estil propi molt madur i desenvolupat. Aquest estil encaixa perfectament amb aquest tipus de representació, ja que s'ajusta de manera molt satisfactòria amb el motiu representat pel que fa a l'ús del color, el moviment i la llum. De fet, aquesta unió és molt abundant en l'obra del pintor: mitjançant el seu explosivisme, el pintor Abelló representa en moltes ocasions escenes de Cadaqués i del Cap de Creus, aspecte que s'ha de posar en relació amb la seva amistat amb l'artista Salvador Dalí. És remarcable el fet, d'aquesta obra en concret, que es tracta de la vista que tenia el pintor Abelló del poble des del seu estudi.

## Exposicions
- Abelló 75 anys, Centre Cultural Can Mulà, 12/12/1997 - 29/03/1998
- Joan Abelló i el paisatge, Museu Abelló, Mollet del Vallès, 26/01/2001 - 22/04/2001
- Joan Abelló i el paisatge, Casa Municipal de cultura La Unió. Teià, 31/10/2003 - 05/12/2003
- Abelló en Madrid, Museu de la Ciudad, Madrid, 07/10/2004 - 28/11/2004
- Abelló a les col·leccions particulars, Museu Abelló, Mollet del Vallès, 28/01/2005 - 18/05/2005